# الحركة الليبرالية (أستراليا)

صورة لستيل هول أثناء حملته الانتخابية عام 1975م

الحركة الليبرالية هي حزب سياسي في جنوب أستراليا في فترة السبعينيات. حيث قام ريمون ستيل هول، رئيس الوزراء الأسترالي الأسبق، بتأسيس هذه الحركة[ ؟ ] عام 1972م كمجموعة داخل حزب تحالف الدولة والليبرالية لتقف ضد المعارضة بهدف تحقيق الإصلاح المنشود داخل الحزب بين الجناح الليبرالي والجناح المحافظ. وبعد فترة انقسمت هذه الحركة عن الائتلاف لتكون حزبا ليبراليا تقدميا مستقلا. وصار عدد أعضاء البرلمان ثلاثة أعضاء فقط بعدما كانوا أحد عشر عضواً في ظل الائتلاف.
وفي الانتخابات الفيدرالية عام 1974م، نجح الحزب الليبرالي في دعم ستيل هول حيث تم انتخابه في مجلس الشيوخ الأسترالي عقب حصوله على حوالي 10% من الأصوات في جنوب أستراليا كتصويت ابتدائي. وبناءً على ذلك حصل الحزب الليبرالي في انتخابات الدولة عام 1975م على ما يقرب من خمس إجمالي الأصوات، إلى جانب عضو إضافي في البرلمان. ومع ذلك لم تنجح هذه الأحزاب في إزاحة حزب العمل[ ؟ ] بقيادة دونالد دونستان، حيث تقدم عليها حزب العمل الأسترالي بفارق ضئيل. أدى فوز حزب العمل[ ؟ ] مع الضعف الداخلي إلى إعادة دمج الحزب الليبرالي مع الحزب الوطني الأسترالي. ومرة أخرى تخسر تلك الأحزاب أمام حزب العمل[ ؟ ] في انتخابات الحكومة عام 1977م إلى أن نجحت بعد عامين في انتخابات 1979م.
انفصل جزء من الحزب الليبرالي بقيادة روبن ميلهاوس، النائب العام الأسترالي الأسبق، وشكل حزب آخر وهو الحزب الليبرالي الجديد. وقد اتحد هذا الحزب مع الحزب الأسترالي تحت قيادة دونالد ليزلي لتكوين نواة الحزب الديمقراطي الأسترالي، والذي كان يتوق إلى تحقيق التوازن[ ؟ ] بين السلطات في مجلس الشيوخ، ووجود أربع مجالس تشريعية بالدولة لمدة ثلاثة عقود[ ؟ ]. وقد دعم الحزب الليبرالي وبقية الأحزاب التي خلفته ما يسمى ب«الليبرالية الصغيرة» في أستراليا.

## نظام الأحزاب
قبل ظهور الأحزاب في أستراليا في أواخر القرن التاسع عشر، كان جميع أعضاء المستعمرات البرلمانية مستقلين ما بين ليبراليين، ومحافظين، إلى جانب بعض الاتجهات الأخرى. وبعد تأسيس حزب العمل الأسترالي، توحدت هذه المجموعات لتشكيل أحزاب منافسة لحزب العمل، أو كما يسمى بحزب العمال. تشير الليبرالية الأسترالية إلى ما يمكن وصفه ب«الليبرالية الكلاسيكية», ولكنها أيضا بعيدة كل البعد عن المعنى الجديد لليبرالية الكلاسيكية المُكتسب من الولايات المتحدة الأمريكية، وبعض الدول الأخرى. وطبقاً لتسلسل الأفكار، نجد أن الليبرالية الكلاسيكية أكثر اتصالاً بالواقعية[ ؟ ] والمعارضة لحزب العمال من أي أيديولوجية محددة أخرى. تُمثل الليبرالية في المشهد السياسي في أستراليا يمين الوسط، بينما يُمثل حزب العمال شمال الوسط.
يعد حزب العمال الأسترالي أقدم حزب سياسي نشط في البلاد، حيث قامت الحركة العمالية الناشئة في أستراليا بتأسيسه عام 1891م. وبعد ثلاث سنوات تأسست جامعة الدفاع الوطني. وفي عام 1909, اتحدت جامعة الدفاع الوطني مع باقي الأحزاب المنافسة لحزب العمال، وذلك لتشكيل اتحاد[ ؟ ] ليبرالي، أو ما يُعرف ب«الليبرالية الاتحادية». كما تحول حزب توحيد العمال إلى حزب العمال الأسترالي في عام 1910م، وعُرف الحزب بهذا الاسم منذ ذلك الحين. وظهر، فيما بعد، حزب البلد الذي يمثل مصالح أهل الريف، ولكن انضم، بعد ذلك، إلى جانب المحافظين، وعندئذٍ تم تشكيل حزب تحالف الدولة والليبرالية عام 1932. وظل النظام الحزبي في جنوب أستراليا كما هو عليه من انقسام بين الحزبين، واكتسبت جميع الأطراف الأخرى تمثيل لا يُذكر. وهكذا كانت الأحزاب السياسية في أستراليا الموجودة على الساحة هي: الحزب الليبرالي، وحزب العمال إلى أن ظهرت بعض الأحزاب الصغيرة مثل الحزب الأسترالي الديمقراطي في أواخر القرن العشرين، وحزب الخضر[ ؟ ], وحزب العائلة الأولى في القرن الحادي والعشرين.

## تمثيل الليبرالية
وصف بعض ساسة جنوب أستراليا كنيل بيلويت، ودين يانش حزب تحالف الدولة والليبرالية بأنه اندماج غريب يضم مجموعات مختلفة من الطبقة الحاكمة في أديليد، عاصمة جنوب أستراليا، والطبقة المتوسطة، وأخيرا طبقة العمال من المزارعين والعمال الإقليميين. ومن هذه المجموعات، كانت الطبقة الوسطى تُعد من أكثر الطبقات المنبوذة على مستوى الانتخاب سواء في الانتخابات البرلمانية، أو الانتخابات داخل الأحزاب. حيث كانت تمتلك نسبة 2:1 لصالح المناطق الإقليمية في كلاً من التشريعات الانتخابية، والتنظيم الحزبي. في حين أن الطبقة الحاكمة كانت مُهيمنة على الحزب آنذاك، وذلك بفضل دعمها المادي له، أما عن طبقة العمال، فكانت تُمثل الأغلبية في الحزب. إلى أن حصلت الطبقة الوسطى أخيراُ على حقها في التمثيل البرلماني، وذلك بعدما تم انتخاب[ ؟ ] روبن ميلهاوس عام 1956 لتمثيل الطبقة الوسطى في مدينة ميتشام.
كان ميلهاوس مُدافع قوي عن أنصاره حيث كان يؤيد قضيتهم في حزب تحالف الدولة والليبرالية الذي كان يُهيمن عليه المحافظين من الريف. وفي هذا السياق، قد كتب ميلهاوس عريضة بعنوان: «القضية الليبرالية من أجل إصلاح النظام الانتخابي» مطالباً فيها بنظام انتخابي أكثر إنصافاً، جيث كان فانون الانتخاب وقتها مُتحيزاً ضد سكان أديليد سواء كانوا تقدميين، أو محافظين، أو ليبراليين، أو عمال. ونتيجة لذلك تخلف العديد من الشباب القانطين في المدن والمنتمون للطبقة المتوسطة عن الانضمام في حزب تحالف الدولة والليبرالية من أجل الانضمام في حزب العمل[ ؟ ]. ويرجع ذلك إلى استيائهم من سوء توزيع المجالس الانتخابية. وترتب على ذلك إثارة بعض القلق عند المحافظين في الريف، الذين كانوا يأملون في الاحتفاظ بقبضتهم على السلطة في ظل النظام الانتخابي السائد آنذاك، الذي كان يشمل مجلس تشريعي يكفل حق الاقتراع لمُلاك الأراضي. الأمر الذي أدى إلى هيمنة الطبقة العليا على السلطة. وبناءً على ذلك، سريعاً ما قوبلت عريضة ميلهاوس بالرفض.
لقد حكم حزب الائتلاف تحت قيادة سير توماس بلايفورد لمدة 32 عاماً إلى أن خسر أمام حزب العمال عام 1965. وبعد مرور عام ونصف، تقاعد بلايفورد ليحل محله ستيل هول. كان ستيل هول وقتها مزارع شاب من دائرة انتخابية ريفية، لم يعارض قط سياسة الحزب، لذا كان من المتوَقَع منه التمسك بمبادئ الحزب القائمة في ذلك الوقت، وذلك بناءً على تصريحاته بدعم النظام الانتخابي القائم آنذاك والمجلس التشريعي المُقيد للسلطات. ومع ذلك عندما عاد حزب تحالف الدولة والليبرالية للعمل في 1968, تم وضع وضع ستيل هول تحت ضغظ كبير بسبب سوء توزيع المجالس الانتخابية. وبعد ذلك حصل حزب العمال في الانتخابات على نسبة 52% من الأصوات مقابل 43,8% من الأصوات لحزب الائتلاف. ولكن بسبب قانون الانتخابات الفاسد آنذاك، انتهت الانتخابات ب19 مقعد وعضو مستقل في الحزب. الأمر الذي أدى إلى اندلاع احتجاجات ضخمة ضد قانون الانتخاب هذا، وكانت هناك مطالبات قوية بالإصلاح.
وكالعادة يتجاهل حزب الائتلاف هذه الاحتجاجات مرة أخرى، ولكن، وعلى عكس المُتوقع، ينحرف ستيل هول، قائد الحزب، عن المسار الذي كان يسير عليه، حيث قام بتعيين ميلهاوس نائب عام له، وأمره بمواصلة مجموعة الإصلاحات التي قد سبق وبدأها حزب العمل[ ؟ ]. لم يلق هذا القرار ترحيب المحافظين في الحزب، وبذلك بدأت فصائل المعارضة في الظهور معلنة عن رفضها واستنكارها لقرارات هول. ومع ذلك، صرح هول في النشرة الإخبارية للحزب قائلاً: «يرى كثير من الناس أن حزب تحالف الدولة والليبرالية، حزب مُتحيز للتقاليد المحافظة، لذا يجب علينا أن نثبت للناخبين أننا حزب يمكنه مواكبة العصر الذي يعيش فيه».

## الإصلاح الانتخابي
لقد وصلت درجة الإساءة في توزيع المجالس إلى حد مبالغ فيه، حيث وصلت إلى نسبة 1:3 لصالح المناطق الريفية. هذا وقد تعهد هول، بعد أن فاز في الانتخابات السابقة بنسبة 46% من مجمل أصوات الحزبين، بتبني نظام انتخابي أكثر نزاهة. قد تم، سابقا، انتخاب 36 عضواً منهم 13 عضو من العاصمة أديليد، و26 آخرين من أهل الريف. ولهذا، طرح هول اقتراحين من أجل الإصلاح أولهما: تشكيل منظومة تتألف من 45 عضو، من ضمنهم 20 عضواً من أهل الريف. وقد نال هذا الاقتراح قدراً من الازدراء من كلا من أعضاء حزب العمل[ ؟ ], والمجالس الريفية، حيث اعتبر أعضاء حزب العمل[ ؟ ] أن نجاحه لن يكون كافيا، في حين أن أعضاء المجلس الريفي نظروا إليه على إنه سيكون ناجحا للغاية. أما عن الاقتراح الثاني، وهو تشكيل منظومة تتكون من 47 عضو، منهم 16 عضواً من أعضاء المجالس الريفية، فقد تم اعتماده بدعم كلا من الحزبين الجمهوري والديمقراطي في مجلس النواب، ولكنه أيضا لقى معارضة من جانب المجلس التشريعي. وقد يعمل هذا النظام الجديد على جعل فرصة فوز حزب تحالف الدولة والليبرالية في الانتخابات المقبلة شبه مستحيلة، وكلا من هول وقيادات الحزب على علم بذلك. ونظراً لضعف شعبية هول بالدوائر الانتخابية في الريف، تحول هول إلى عدو لأعضاء المجلس الذين وقفوا دفاعاً عن النظام السابق. وعجز هول عن تبرير ما يحدث على الساحة السياسية في الوقت الراهن آنذاك، كما رآي أن حزب تحالف الدولة والليبرالية يحتاج إلى إصلاح حقيقي للتكيف مع استبعاد أي حالة مصطنعة.

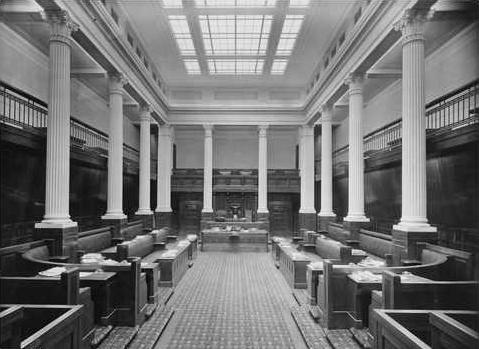
سعى فصيل المحافظين من أهل الريف, حيث كان لهم نفوذ قوي في المجلس التشريعي(الذي هو في الصورة), للاحتفاظ على سيطرتهم على كلاَ من الحزب والدولة, وذلك من خلال إساءة توزيع المجالس في الدوائر الانتخابية وسوء تنظيم حزب تحالف الدولة والليبرالية

وعلاوة على ذلك، قام دونستان، زعيم حزب العمل[ ؟ ], بطرح مشروع قانون لإصلاح المجلس التشريعي من شأنه جعل الأجور والممتلكات مبنية على المؤهلات، كما طالب بإجراء اقتراع عام للراشدين. ورداً على ذلك، صرح هول بأنه على أتم الاستعداد للتصديق على ذلك الإجراء إذا كان يتضمن بنداً يضمن استحالة إلغاء المجلس التشريعي إلا بموجب استفتاء. أعلن دونستان موافقته على ذلك بينما حدث انقسام داخل حزب هول حول القضية، إلا أن تمت الموافقة على مشروع القانون في مجلس النواب بدعم حزب العمل[ ؟ ], ولكنه قوبل بالرفض في المجلس التشريعي، حيث يهيمن أعضاء حزب تحالف الدولة والليبرالية من المحافظين في الريف على القاعدة النتخابية المحدودة آنذاك.
بعيداً عن عملية التصويت البرلماني، هناك عداء شخصي بين رن دي جاريس، زعيم حزب تحالف الدولة والليبرالية في المجلس التشريعي وبين هول. كان دي جاريس، الذي تم انتخابه كعضو في المجلس عام 1962م، مدافع قوي عن الحق الانتخابي للمجلس وضرورة تعيين الحدود الانتخابية. ويُعد الاثنان هما القادة الفعليون للحزب بجميع فصائله، حيث يمثل هول التقدميين من المناطق الحضارية، ويمثل دي جاريس المحافظين من المناطق الريفية. هذا وقد تحول الخلاف بين الطرفين من مجرد اختلاف في الاتجهات السياسية إلى خلاف شخصي، الأمر الذي أدى إلى استقطاب وجهات النظر داخل الحزب وجعل من الصعب التوصل إلى اتفاق بشأن الإصلاح الانتخابي.
بعدما خسر حزب تحالف الدولة والليبرالية الحكومة عام 1970م، وذلك يرجع في المقام الأول إلى عملية الإصلاح، نجح هول في انتخابات الحزب مرة أخرى، حيث استطاع إقناع أغلبية أعضاء الحزب بأن هناك حاجة للإصلاح، كما سعى لتحرير المجلس التشريعي من نفوذ ممثلي الحزب. وعندما قدمت حكومة دونستان وثيقة تطالب فيها باقتراع عام في المجلس، حصل هول على دعم سبعة أعضاء من ضمن عشرين عضواً في مجلس النواب، بينما رحب اثنان فقط من ضمن ستة عشر عضواً بهذه الوثيقة. كان يوجد، داخلياً، الكثير من المعارضة لأي إصلاح انتخابي تتم مناقشته داخل مؤتمرات الحزب.
انقلب المحافظون، بعد ذلك، ضد هول طارحين مقترحات الحزب من أجل التخفيف من نفوذ الزعيم الليبرالي. تقوم الأحزاب الليبرالية في أستراليا على أساس الفصل بين المجالس، واستقلال الأعضاء، وقيام زعيم الكتلة البرلمانية باختيار حكومته الخاصة. وسعى أعضاء المجالس الريفية للحفاظ على ما اكتسبوه من قوة، كما طالبوا بإجراء انتخابات لتعيين المناصب الوزارية بدلا من تقريرها عن طريق رئيس الحزب. وهذا من شأنه أن يشمل المجلس التشريعي أيضاً، الذي يهيمن عليه أعضاء الريف، مما جعل شعبية هول عند الليبراليين تزداد وتمثل ضغطاً من جانب أعضاء المجالس. هذا وقد قام هول بإخبار ديفيد بروك مان، رئيس المجلس التشريعي، سراً، بأنه لم يتمكن من العمل مع دي جاريس وأنه سيستقيل إذا لم يتم السماح له باختيار حكومته.
بعد أن اتفق الحزب البرلماني حول هذه القضية في يوم 12 من شهر أغسطس، تخلى هول عن رئاسة الحزب في يوم 16 من شهر مارس عام 1972م، مصرحاً: «لا يمكن أن أستمر في قيادة حزب فقد شعبيته ومثاليته ونسى الغرض الحقيقي من تأسيسه وهو أن يحكم بنجاح من أجل رفاهية جميع سكان أستراليا الغربية». لا يزال الحزب منشق بسبب التأثير القوي لأعضاء المجلس التشريعي". وقد أضاف هول قائلاً: "لقد كنت عرضة بصورة مستمرة، على مدى السنوات الثلاث الماضية، لقدر كبير من الخيانة... وتمنيت بعد هذا اليوم تحريك مذكرة بعدم الثقة في الحكومة وبدلاً من ذلك، وجدت أن الحزب قد طرح تصويت بعدم الثقة في نفسه". قام دونستان، رئيس الوزراء، بالرغم من عدم وجود أية علاقات ودية بينه وبين هول، بتخطي ذلك وتقدم في المجلس وصافح هول بالأيدي على مسمع ومرأى من الجميع في إشارة للتضامن. صرح هول قائلاً أنه: "تم طعنه" وأن ما فعله المحافظون هو بمثابة دليل واضح على مدى تحصين الخيول الخشبية من المجلس التشريعي أنفسهم في صفوف أعضاء الجمعية. ورداً على ذلك، ارتدى إيان مكلو خلن، رئيس حزب تحالف الدولة والليبرالية، قناع الشجاعة قائلاً: "السيد هول لديه مشاكل شخصية مع أعضاء الحزب، ولكن هذه الخلافات لن تؤدي إلى تفكيك[ ؟ ] الحزب. وعلاوة على ذلك، جاء على لسانه في اليوم التالي أن هذا الاقتراح قيد البحث لقياس قوة هول. بعد ذلك، تم تعيين العضو الغامض والغير معروف بجناح المحافظين، بروس إيستيك، كزعيم جديد، كما شوهد بعض الشخصيات البارزة مثل ميلهاوس متعاطفين مع هول إلى حد كبير. في هذه الأثناء، كان هناك رد فعل قوي لمغادرة هول أمام الجمهور، حيث قامت فصائل من حزب تحالف الدولة والليبرالية، وخاصة قطاع الشباب، بالتظاهر ضد هذه الأحداث، كما قدموا مذكرة للاعتراض على ذلك. كان من المُتوقع أن يتولى هول عضو مجلس النواب دون أن يشغل أي منصبا وزارياً، ولكن لعب أطياف المؤيدين دوراً كبيراً واستطاعت قلب الموقف رأساً على عقب.

## التشكيل
سعى هول، بعد ذلك، لمناشدة أعضاء مجلس الدولة لحزب تحالف الدولة والليبرالية. وعلى الرغم من أن هول ليس لديه أي سلطات إالزامية على المؤتمر الحزبي البرلماني، الذي اختار زعيم الحزب، فقد رآى هول وأتباعه ان هذه فرصة لانتصار وسائل الإعلام. وقفت الحركة[ ؟ ], بقوة، ضد هول، ولكنها تسببت في ارتباك فصيل المحافظين ولفت الأنظار إليهم.
فكر هول، بعد ذلك، في تأسيس حزب منفصل برئاسته، نقلا عن استطلاعات رأي صغيره قد أيدت هذه الفكرة، ولكن إيان ويلسون، العضو السابق في القسم الفيدرالي لتشارلز ستورت، نجح في إقناع هول بالبقاء ضمن حزب تحالف الدولة والليبرالية، وإحداث تغيرات داخل الحزب. حصل هول على دعم قوي لموقفه هذا من داخل الحزب، خاصة من قطاع الشباب، الشباب الليبرالي. وفي يوم 21 مارس من عام 1972م تم تكوين فصيل الليبراليين الجدد، وهو أشبه بحزب داخل حزب. وأطلق عليه في اليوم الثامن والعشرين من مارس اسم «الحركة الليبرالية». ورداً على ذلك، وجه المحافظون نقد لهول ولكل أعضاء هذه الحركة[ ؟ ] الجديدة، متهمين إياهم بعدم الولاء، وبالعمل على تقويض مجهودات إيستيك، وأخيراً بتعطيل الحزب.
وسرعان ما حصلت هذه الحركة[ ؟ ] على تأييد أعضاء حزب تحالف الدولة والليبرالية، وبدءوا بتعيين أعضاء الحزب شاغلين عددا من فروع الحزب. وكان روبن ميلهاوس عضواً في هذا الفصيل، وشغل كلا من منصب نائب زعيم حزب تحالف الدولة والليبرالية، إلى جانب منصب نائب زعيم الحركة الليبرالية. وبفضل الإصلاح الانتخابي، مع المزيد من الدوائر الانتخابية لخوض المنافسة، زاد، كثيراً، التمثيل الليبرالي لأعضاء الحركة الليبرالية المقيمين في المناطق الحضرية، مع سبعة أعضاء في مجلس النواب، من ضمنهم: «هول، وميلهاوس، ورؤساء الوزراء القادمون: ديفيد تونكن، ودين برون», إلى جانب ثلاثة أعضاء من المجلس التشريعي، وإيان ويلسون، عضو مجلس النواب الأسترالي. وسرعان ما حدثت خلافات بين الفصائل في مناقشة داخل البرلمان، وفي مناظرات تليفزيونية شرسة. هذا وقد شن بعض أعضاء غير معروفين من حزب تحالف الدولة والليبرالية حملة ضد باقي أعضاء الحزب. ولقد دعا رئيس فرع من حزب تحالف الدولة والليبرالية جهراً بالخائن. نجحت الحركة الليبرالية في إثارة قلق فصيل المحافظبن عن طريق إدارة السيطرة على على بعض الفروع الريفية في الدوائر الانتخابية التي يُسيطر عليها، بقوة، ممثلو المعارضة للحركة الليبرالية بما فيهم دي جاريس. وبالإضافة إلى ذلك، حاول المحافظون سحب الثقة من هول، ولكن، أخيراً، باءت هذه المحاولات بالفشل. وتتابعت، بعد ذلك، عدة معارك قاسية في عملية الاختيار الأولي. هذا وقد تفوق هول على إيستيك في التعامل مع الصحافة، وذلك بصفته رئيس وزراء أسبق، حيث استخدم مهاراته وخبرته في من أجل الحصول على المزيد من الدعاية[ ؟ ] الإعلامية، الأمر الذي أدى إلى إدعاء إيستيك بالتحيز.
سعى أعضاء الحركة الليبرالية للسيطرة على برنامج[ ؟ ] حزب تحالف الدولة والليبرالية عن طريق شغل أعضاء الحركة[ ؟ ] للمناصب الرئيسية في اللجنة التنفيذية للدولة في اجتماع الجمعية العمومية السنوي في سبتمبر، ولكن صَعُبَ عليهم ذلك، بسبب إساءة توزيع المجالس للفئات الريفية]] على المستوى الحزبي، إلى جانب قيام فصيل المحافظون] بإحباط خطط الحركة الليبرالية. وتحدى أليكس بيري مان، زعيم الحركة الليبرالية، مكلوخلن على رئاسة الحزب، وفي مسابقة رفيعة المستوى، حصل على 47% فقط من الأصوات، حيث خسر بفارق ضئيل، فقد حصل على حوالي 90% من الأصوات في الحضر[ ؟ ], وعلاوة على ذلك، الذي أثار دهشة المحافظون، هو حصوله على 33% من أصوات أهل الريف. وحصلت الحركة الليبرالية على الدعاية[ ؟ ] كبيرة من خلال التحري عن المخالفات المزعومة في عملية الاقتراع.
تتميز سياسات الحركة الليبرالية، بشكل عام، بالتقدمية، حتى صرح هول بنفسه قائلاً: "لا توجد اختلافات جوهرية بين الحركة[ ؟ ] وبين السياسات المكتوبة لحزب تحالف الدولة والليبرالية. ووصف مراقبون اللون الأرجواني الذي اختارته الحركة الليبرالية، بأنه خليط بين لون حزب تحالف الدولة والليبرالية، الأزرق، وبين لون حزب العمل[ ؟ ], الأحمر، مما يدل على موقع الفصائل على الساحة السياسية. لم تهتم الحركة الليبرالية بخلق سياسات مختلفة لها بقدر اهتمامها بإصلاح حزب تحالف الدولة والليبرالية والسيطرة عليه. ومن ناحية الإصلاح الاقتصادي، وبالرغم من ذلك، بدأت الحركة عملها من خلال المطالبة بإخلاء المجلس التشريعي من الوزراء. حاول الأعضاء المحافظون في حزب تحالف الدولة والليبرالية، بدافع القلق من الحركة الليبرالية، تغيير قواعد الحزب، وذلك لمنع الأعضاء من انتقاد المنظمة علناَ، وفرض النظام. ولكن جاء ذلك بنتائج عكسية، حيث استغل أعضاء الحركة الليبرالية ذلك للتنديد بالمحافظين وتصويرهم بأنهم قمعيين، ولم يتوقف الأمر عند ذلك الحد، بل نددت وسائل الإعلام أيضا بذلك، وتم وضع هذه المحاولة في لائحة الانتظار. وهذا الشقاق بين أعضاء الأحزاب، عدا حزب العمل[ ؟ ], يجعلهم أضعف من مواجهة هيمنة شخصية في حجم دونستان، رئيس الوزراء. وتضم الحركة الليبرالية نفسها مجموعتين داخليتين مغمورتين، الأولى: المعتدلون، وهم يشجبون عدم المساواة في النظم الانتخابية، وشيخوخة حزب تحالف الدولة والليبرالية. والثانية: المتطرفون، وهم يتبنون فكرة المجموعة المذكورة أعلاه، بالإضافة إلى الرغبة في إصلاح اجتماعي واسع النطاق. ويرى بعض المتطرفين أن هول يعبر عن أكثر الاختيارات التقدمية المتاحة، بالرغم من أنه غير تقدمي بالدرجة الكافية. وعلى الرغم من أن الحركة الليبرالية صرفت أموالاَ طائلة على حملتها الدعائية، فتصل شعبية هول عند الناس ثلاثة أضعاف شعبية إيستيك. وقد استشهدوا بمثل هذه الأرقام ليصوروا أنفسهم بأنهم هم الخطر الأكبر الذي يهدد حزب العمل[ ؟ ], ويبرهنوا أنهم هم الاتجاه الذي كان يجب على حزب تحالف الدولة والليبرالية الانحياز له. وفي أواخر ذلك العام حصلت الحركة الليبرالية على دفعة قوية، وذلك عندما استعاد ويلسون مقعد ستورت في الحزب الليبرالي عن طريق الانتخابات الفيدرالية، وقد استفاد كثيراَ من عضويته في الحركة الليبرالية.
وقد أدار أعضاء الحركة الليبرالية حملة كبيرة منفصلة عن حزب تحالف الدولة والليبرالية تماماَ في انتخابات الولاية عام 1973. وكانت أغلبية المرشحين الحضر لحزب تحالف الدولة والليبرالية ينتمون للحركة الليبرالية آملين في الحصول على مقاعد كافية في الحزب، بحيث لا يهيمن حزب تحالف الدولة والليبرالية وحده على السلطة، وإنما تسيطر الحركة الليبرالية على فصيل المحافظين في مجلس النواب وتعيد انتخاب[ ؟ ] هول كزعيم[ ؟ ]. ويحتاجون، لتحقيق ذلك، الحصول، على الأقل، على ثلاثة مقاعد هامشية من حزب العمل[ ؟ ] في أديليد. وهذا يعني أيضاَ أن خسارة فصيل المحافظون أمام حزب العمل[ ؟ ] أفضل لهم إذا أرادوا الحفاظ على سيطرتهم على الحزب، حيث أن مقاعد حزب العمل[ ؟ ] الضعيفة توجد في كل أنحاء المدينة، وخسارة حزب العمل[ ؟ ] تُعني مكسباَ للحركة الليبرالية. هذا وقد قالت المسئولة عن الحملة الانتخابية لحزب تحالف الدولة والليبرالية صراحةَ أنها تفضل الخسارة إذا كان ذلك يعني الحفاظ على السيطرة على الحزب. وبينما تدير الحركة الليبرالية حملة انتخابية مبتكرة، ينهار حزب تحالف الدولة والليبرالية، حيث خسر دعم أهل الريف لحزب البلد الأسترالي، كما خسر دعم أهل العاصمة أديليد لحزب العمل[ ؟ ]. وقد خسر عضو ريفي من الحركة الليبرالية مقعداَ واحداَ أمام حزب البلد. وفاز حزب العمل[ ؟ ], ولأول مرة، في انتخابات الدولة، وقد ألصق المحافظون في حزب تحالف الدولة والليبرالية سبب هزيمة حزبهم بالحركة الليبرالية. ترى الحركة الليبرالية نفسها كبديل أكثر عصرية وملائمة لحزب تحالف الدولة والليبرالية، كما أنها أكثر انسجاماَ مع الاتجاه السائد في المناطق الحضرية، ولكن ليس هناك دليل على أن مرشحي الحركة الليبرالية من أهل الحضر أكثر شعبية من مرشحي فصيل المحافظين من حزب تحالف الدولة والليبرالية في أديليد. شكل أعضاء الحركة الليبرالية أغلبية المرشحين الحضر[ ؟ ] لحزب تحالف الدولة والليبرالية، ولكنهم لم يتمكنوا من انتزاع أي مقعد من مقاعد حزب العمل[ ؟ ] في أديليد.
الفوز المقنع لحزب العمل[ ؟ ] لم يكن غريباً، وخصوصاً بعد الاقتتال الداخلي الجاري داخل حزب تحالف الدولة والليبرالية منذ أكثر من سنة. وقد تولدت احتكاكات أثناء الحملة الانتخابية وكذلك من قبلها، ولا سيما عندما تم منح الحركة الليبرالية مباشرة أكبر قدر من التبرعات. وقد قام أعضاء حزب تحالف الدولة والليبرالية بتبادل اللكمات في أروقة مبنى البرلمان، وذلك في الأشهر التي سبقت الانتخابات. ونشبت معارك داخلية بين فصيل المحافظين وأعضاء الحركة الليبرالية بسبب منافسات شديدة في عملية الاختيار الأولي. يُعد ما يقرب من نصف مرشحين حزب تحالف الدولة والليبرالية مؤيدين للحركة الليبرالية، حتى أنهم رفضوا الإشارة للحزب ولزعيم فصيل المحافظين فيه، بروس إيستيك، في المنشورات الخاصة بهم. وعلاوة على ذلك، هتف وهلل أعضاء الحركة الليبرالية باسم هول كزعيم لهم، وطبعوا كتب تفُصِل سياستهما. ووقعت حادثة أخرى، بعد ذلك، حيث تعارض احتفال أعضاء الحركة الليبرالية بفوز ويلسون، في الانتخابات الفيدرالية عام 1972, مع خطاب إيستيك السياسي الرئيسي. وقد لبى المحافظون وزعيمهم إيستيك دعوة ويلسون على العشاء، وذلك بعدما انتهوا من التجهيزات لحملتهم الانتخابية ليلاَ، ولكن غادروا عندما ألقى ويلسون خطاباَ، يدعو فيه أعضاء حزب تحالف الدولة والليبرالية أن يكونوا أكثر تسامحا مع الآراء المختلفة داخل الحزب. واستطاع حزب العمل أن يدير حملة انتخابية منظمة، مستفيداً الكثير من الانقسامات داخل حزب تحالف الدولة والليبرالية.

## الانشقاق
وعلى الرغم من هزيمة حزب تحالف الدولة والليبرالية، فكان يُنظر لفشل الحركة الليبرالية في كسب السيطرة على فصيل المحافظين داخل الحزب بأنه دفاعاَ عن سياساتها. واجه أعضاء الحركة الليبرالية ضغط من قبل بروس إيستسك، زعيم حزب تحالف الدولة والليبرالية، حيث طالب بحل الحركة الليبرالية، كما رآى جناح المحافظين بالحزب المؤامرات تدبر ضد أعضاء الحركة[ ؟ ]. أكد هول على عزم الحركة الليبرالية على الاستمرار، ولكن تم استبعاد ميلهاوس من منصب نائب زعيم حزب تحالف الدولة والليبرالية في عام 1973م، وبدأ الضغط يزداد على ذلك الفصيل، الذي لا يحتل أعضاؤه الصفوف الأمامية في الحزب، وقد أعلن هول عن تخليه عن منصبة في وزارة الظل. استمرت التوترات وانتشرت الشائعات التي تزعم بأن أعضاء مجلس الدولة يفكرون في منع والاعتراض على تمثيل أعضاء الحركة الليبرالية للحزب في الانتخابات. تعهد هول ومارتن كاميرون للجمهمور بالوقوف بحزم، بينما عندما سُئل زملاؤهم، من أعضاء الحركة الليبرالية، عن موقفهم إذا لم يتم التسامح معهم داخل حزب تحالف الدولة والليبرالية تناقضت ردودهم. ومع ذلك، غادر هيني بيكر الحركة الليبرالية.
تم تحريك مذكرة، في اليوم الثالث والعشرين من شهر مارس، إلى مجلس الدولة تطالب بحرمان هؤلاء الذين ينتمون إلى «المنظمات السياسية الخارجية», وتم إعلان الحركة الليبرالية، بعد ذلك، كواحدة من تلك التنظيمات. وما يثير الاستغراب، يمكن لعضو من أعضاء حزب تحالف الدولة والليبرالية الانضمام إلى الحزب الشيوعي في أستراليا، بينما لا يمكنه الانضمام إلى الحركة الليبرالية. قدمت الحركة الليبرالية مذكرة تعلن فيها «الرابطة الأسترالية للحقوق» من ضمن المنظمات السياسية الخارجية، ولكن قوبلت هذه المذكرة بالرفض. يثق أعضاء حزب تحالف الدولة والليبرالية بأن أعضاء الحركة الليبرالية سيستسلمون وسيتم إعادة دمجها، مثلها مثل الأحزاب الثلاثة التي لم تنجح قط في جنوب أستراليا. حاول أعضاء الحركة الليبرالية التشكيك في قانونية الحظر الذي فرضه حزب تحالف الدولة والليبرالية، ولكن هذه المحاولة باءت بالفشل.
لم يكن من المُتوقع انقسام الحركة الليبرالية لتشكيل حزب مستقل. ولكن قبل تأسيسها، استقال هول فوراَ من حزب تحالف الدولة والليبرالية، واصفاَ إياه «بالمنافق والفاسد». وتَبِعَهُ، فوراَ، مارتن كاميرون، واستشار روبن ميلهاوس أعضاء دائرته الانتخابية قبل المووافقة على استقالته من الحزب. إيان ويلسون، الذي سبق ونجح في إقناع هول بعدم تشكيل حزب منفصل، الآن يحاول إقناعة بالبقاء داخل الحزب، والتركيز على إصلاحه من الداخل، ولكن دون جدوى. أراد ويلسون وقف زحف الحركة الليبرالية بهدف الحد من الأضرار التي لحقت بالحزب، مؤمناَ أن: «الحركات السياسية تأتي وتذهب، لكن أهداف ومُثل الحزب لن تتغير أبداً». لم يتبع كل أعضاء الحركة الليبرالية، وحزب تحالف الدولة والليبرالية ذلك؛ حيث ظلًّ في حزب تحالف الدولة والليبرالية كلاً من: ثلاثة من أعضاء مجلس النواب، منهم: «تونكين وبراون», إلى جانب ويلسون، وهو عضو في البرلمان الاتحادي، وأخيراً عضوان في المجلس التشريعي. صرح ديفيد تونكين قائلاَ: " يساهم كلاَ من هؤلاء الليبراليون الذين استقالوا من التحالف[ ؟ ], في بقاء التحالف[ ؟ ] كما هو عليه".

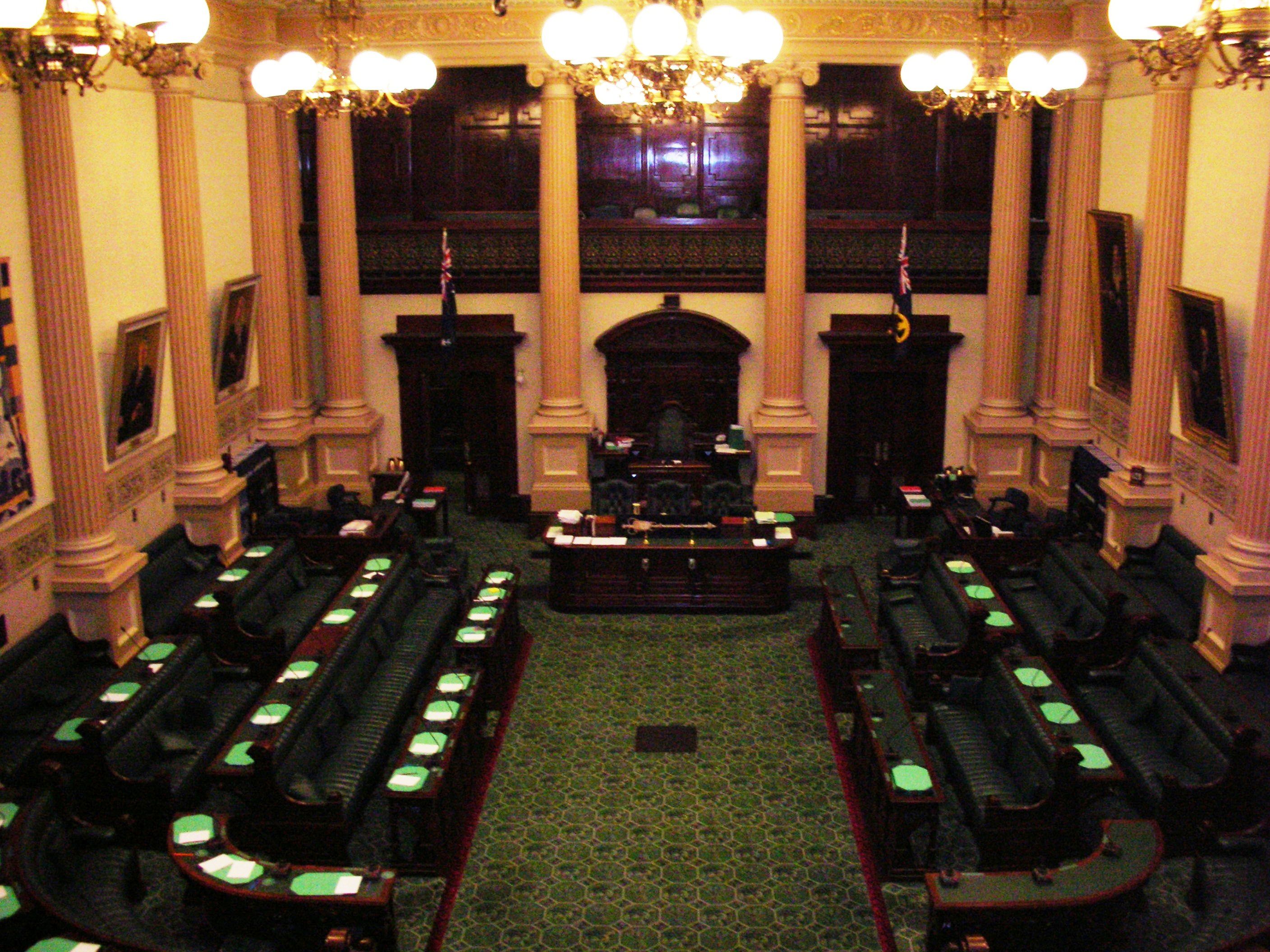
مبنى البرلمان في مدينة أديليد

تًّبقى عدد من فروع حزب تحالف الدولة والليبرالية بجانب الحركة الليبرالية، وشهد وقتها استقالات جماعية من الحزب على وجه العموم. لم يهتم إيستيك بذلك كثيراً، فحزب تحالف الدولة والليبرالية ذو عضوية ضخمة؛ به أكثر من 30 الف عضواً، وانشقاق أعضاء الحركة الليبرالية عنه لن يغير من هذه الحقيقة، هذا وقد صدق إيستيك على 200 استقالة فردية. حاول الحزب، في هذه الأثناء، فرض شرط على الأعضاء ألا وهو: التعهد بعدم الانضمام لأي «منظمة سياسية خارجية»؛ الأمر الذي دفع بموجة ثانية من الاستقالات، وخاصةً من قبل أقسام شباب الحركة الليبرالية. وعلى الرغم من تظاهر زعيم حزب تحالف الدولة والليبرالية بالثقة واللامبالاة، فإن الكثير من أعضاء الحزب قلقون بشأن إبعاد العديد من عناصر الحركة الليبرالية، الأمر الذي جاء، على ما يبدو، بنتائج عكسية. وقد دفع ذلك أعضاء البرلمان، الذين خاب أملهم، إلى التصريح بأن أعضاء الحزب من الريف أو الحضر[ ؟ ] لن يتمكنوا من التعايش مع الأوضاع الراهنة.
وتم الإعلان عن الحزب الجديد في اليوم الثاني من شهر أبريل، وذلك عقب اتفاقية الحركة الليبرالية. كما قد حاولت الحركة الليبرالية، من قبل، على تأسيس بنيتها التحتية داخل حزب تحالف الدولة والليبرالية، فإنها قادرة، أيضاً، على اكتساب قوة دفع بسهولة، وتقديم نفسها كحزب سياسي وسطي معتدل، ولكنها لن تستطع تسليط اعتمادها على هول.
يُعد كلاَ من هول، وميلهاوس من ممثلي البرلمان الكفء، ومن المُسَلَم به في جميع وسائل الإعلام، هو تفوق هول وميلهاوس على حزب تحالف الدولة والليبرالية في تقديم معارضة فعالة. انتهز ميلهاوس الفرصة، من ضمن فرص كثيرة، وسخر من إيستيك، مطلقاَ عليه «عاشق دونستان», كما ألحق ضرراَ بحزب تحالف الدولة والليبرالية، وذلك داخل إحدى الشعب البرلمانية، وأثناء وجود كلاَ من: أعضاء حزب العمل[ ؟ ] الأسترالي وحزب تحالف الدولة والليبرالية على جانب المجلس، وأعضاء الحركة الليبرالية على الجانب الآخر من المجلس. تركز وسائل الإعلام في جنوب أستراليا اهتمامها على الحركة الليبرالية، وتعطي هذا الحزب الناشئ الدعاية اللازمة له، كما كانت تساند من قبل دونستان، رئيس الوزراء.
ويُعَد السبب الرئيسي وراء تأسيس الحركة الليبرالية، في عام 1972م، هو الافتقار إلى نظام انتخابي سليم. قد كان من المُتوقع من النظام الانتخابي العمل على إعادة تنصيب أعضاء حزب تحالف الدولة والليبرالية في المجلس التشريعي. وبالرغم من ذلك، تمكن حزب العمل[ ؟ ] في انتخابات 1973م من الحصول على مقعدين، وذلك بفضل اشتراك أطياف من الناخبين في تصويت الحزب، وكانت النتيجة انقسام بنسبة 14-6 في المجلس. نظراً لانتخاب نصف المجلس في كل عملية انتخاب[ ؟ ], كان على حزب العمل[ ؟ ] الحفاظ على أصواتهم من أجل الحصول على مقعدين إضافيين في الانتخابات القادمة، وهذه الزيادة الطفيفة سوف تفتح أمامهم الباب إلى مقاعد إضافية داخل المجلس. ويوما بعد يوم نزداد يقينا في حصول حزب العمل[ ؟ ] على أغلبية المجلس التشريعي خلال عقود[ ؟ ] من الزمن، ثم العمل على تحقيق هدفه المتمثل في القضاء على المجلس، ومحاربة أي تشريع انتخابي يتطلبه.
يرى حزب تحالف الدولة والليبرالية أن هذا الوضع خطير، وأن هناك حاجة لتجنب ذلك، وفجأة، يتغير موقفهم كلياَ إلى مؤيدين للإصلاح الشامل داخل المجلس التشريعي، الأمر الذي أفقدهم المصداقية. وعندما طرح دونستان مشاريع قانون للإصلاح، رضخ حزب تحالف الدولة والليبرالية لذلك، وأقنع إيستيك مستشاري الحزب بالتصديق على أن يكونوا مشروطين بإجراء تعديلات على التشريعات. وعملت هذه القوانين على تغيير طفيف في النظام النسبي الخاص بانتخاب أعضاء المجلس، ولا يزال التصويت داخل المجلس غير إازامي. وفي النهاية تم الاتفاق على أن يتكون المجلس الجديد من 22 عضو من ضمنهم 12 عضو يتم انتخابهم، في كل عملية انتخاب، من دوائر انتخابية مختلفة من جميع أنحاء الدولة. انتقد هول حزب تحالف الدولة والليبرالية بسبب التغيير المفاجئ والسريع لموقفهم بشأن الإصلاح، كما تمكن من رؤية السياسة الأولى الحركة الليبرالية تتحول إلى قانون، إلى جانب تخفيض سن الانتخاب في المجلس إلى 18 عام.
لن يتم تفعيل إصلاح التشريعات في المجلس التشريعي إلا بعد الانتخابات القادمة، وقد استدعت وفاة هارلود كيمب، عضو المجلس التشريعي، وحزب تحالف الدولة والليبرالية، إجراء انتخابات للمجلس في منطقة الجنوب في يوم اليوم الحادي عشر من شهر أغسطس. ويضمن أهل الريف في الجنوب مقعد في حزب تحالف الدولة والليبرالية، ويرفض حزب العمل[ ؟ ] تقديم دعمه لخوض انتخابات فرعية. كما أعلن كلاَ من أعضاء حزب العمل[ ؟ ], والحركة الليبرالية، وحزب تحالف الدولة والليبرالية، وحزب البلد، وحزب أستراليا رفضهم لذلك. هذا وقد تحالف كلاَ من حزب العمل[ ؟ ], وحزب البلد، وحزب أستراليا على أمل استبعاد حزب تحالف الدولة والليبرالية والإحلال محله. حصلت الحركة الليبرالية على 29% من الأصوات، وفاز مرشح حزب تحالف الدولة والليبرالية بفارق 4% من الأصوات بمجرد توزيع الأفضليات.
قد قام حزب تحالف الدولة والليبرالية بعدة إصلاحات تقدمية، في بداية عام 1974م.